# شهرك إمام خميني (إقليد)
شهرك إمام خميني (بالفارسية: شهرک امام خمینی) هي قرية تقع في Sedeh District في إيران. يقدر عدد سكانها بـ 297 نسمة بحسب إحصاء 2016.